# 足立区立東渕江小学校
足立区立東渕江小学校（あだちくりつ ひがしふちえしょうがっこう）は、東京都足立区東和にある公立小学校。

## 概要
1911年（明治44年）に設立された足立区東部地域で最も歴史のある公立小学校である。2011年には創立100周年記念となった。当校は足立区の第41投票所であり、足立区を含んだ選挙が行われる際は東和三丁目・四丁目・五丁目および東綾瀬三丁目住民の投票会場として利用される。

### 教育目標
3つの目標の実現を目指している。
- やさしい子
- げんきな子
- かんがえる子

## 沿革

### 開校の背景
東渕江小学校はこの地域にあった中谷尋常小学校と三谷尋常小学校の二校を併合し、1911年（明治44年）8月9日に東渕江尋常小学校として開校した。発足当初は旧中谷尋常小学校を本校所在地に、旧三谷尋常小学校を分教場としていたおり、学級数6、生徒児童数294名からの出発となった。1920年（大正9年）4月1日から高等科を併設して東渕江尋常高等小学校に改編され、その後の1924年（大正13年）11月15日、現在地に新校舎が竣工し移転、東渕江村の統一教育学校となった。

### 国民学校時代
太平洋戦争（大東亜戦争　/　第二次世界大戦）の開戦に伴う1941年（昭和16年）の国民学校令の施行により東渕江尋常高等小学校は東渕江国民学校に改編された。大戦終結後の1947年の学制改革が施行され足立区立東渕江小学校に改編され消滅する。

### 発展と拡大
戦後の周辺地域の宅地開発と日立亀有工場の進出による人口増加は目覚しいものがあり、大戦中の1942年（昭和17年）には学級数25、生徒児童数1528名に対して、1950年（昭和25年）には生徒児童数が2677名に達した。東渕江小学校へのこれほどの一極集中は生徒の教育指導や学校経営に影響を与えるなど、健全な学校経営の適正規模を超過したものとなった。そこで同1950年4月1日、中川地区に大谷田分校を設置し、翌5月1日に足立区立大谷田小学校として独立開校した。1955年（昭和30年）には北三谷分校が足立区立北三谷小学校として、1962年には中川分校が足立区立中川小学校としてそれぞれ独立開校した。また1962年度以降より鉄筋校舎への改築を進め、1974年（昭和49年）に完成した。
1993年（平成5年）現在において、学級数24、生徒児童数809名となっている。

### 年表
- 1911年（明治44年）8月 - 中谷尋常小学校および三谷尋常小学校を併合し東渕江小学校開校。
- 1914年（大正3年）11月15日 - 現在地に校舎竣工。以後この日を開校記念日とする。
- 1920年（大正9年）4月1日 - 高等科併設。東渕江尋常高等小学校に改編。
- 1924年（大正13年）11月15日 - 現在地に校舎移転。
- 1941年（昭和16年） - 国民学校令により東渕江国民学校に改編。
- 1947年（昭和22年） - 学制改革により新制足立区立東渕江小学校に改編。
- 1950年（昭和25年）3月31日 - 大谷田分校設置。
- 1950年（昭和25年）5月1日 - 大谷田分校が足立区立大谷田小学校として独立開校。
- 1954年（昭和29年）1月16日 - 北三谷分校設置。
- 1955年（昭和30年）4月1日 - 北三谷分校が足立区立北三谷小学校として独立開校。
- 1958年（昭和33年）7月15日 - 中川分校設置。
- 1962年（昭和37年）4月1日 - 中川分校が足立区立中川小学校として独立開校。

## 学校生活

### 学校行事
4月
- 入学式
- 始業式

5月
- 運動会

6月
- 日光宿泊学習

7月
- 日光自然教室

9月
- 鋸南自然教室

10月
- 連合運動会
- カラー班遠足

11月
- 音楽会
- 開校記念日（15日）

12月
- カラー班給食

1月
- 音楽鑑賞教室

2月
- 連合学習発表会

3月
- 卒業式
- 修了式

### クラブ活動
運動クラブ
文化クラブ

## 著名な出身者
- KIN －ヒップホップミュージシャン。本名：折本 欣也（おりもと きんや）。1985年（昭和60年）卒業。

## 交通アクセス
- JR常磐線各駅停車亀有駅下車。東武バスセントラル六ツ木都住行きにて東和五丁目下車、徒歩2分。